# 霍恩韦施泰特
霍恩韦施泰特是德国石勒苏益格－荷尔斯泰因州的一个市镇。总面积18.18平方公里，总人口4952人，其中男性2359人，女性2593人（2011年12月31日），人口密度272人/平方公里。